# Semiliquidambar
Semiliquidambar é um género botânico pertencente à família Altingiaceae.
1. ↑  «Semiliquidambar — World Flora Online». www.worldfloraonline.org. Consultado em 19 de agosto de 2020